# Holocaust Center of Northern California
Das Holocaust Center of Northern California (HCNC) ist ein bedeutendes regionales Holocaust Center in San Francisco.

## Geschichte
Ein Nationalsozialist eröffnete im April 1977 eine Buchhandlung in San Francisco. Laut Zeitungsberichten wurde diese Einrichtung von 50 Überlebenden der Konzentrationslager Hitlers zerstört. Aus diesem Anlass vereinten sich Überlebende des Holocaust und Exilanten des Dritten Reiches und gründeten, zusammen mit dem Jewish Community Relations Council, das Committee of Remembrance. 1979 schuf das Committee das „Holocaust Library and Research Center“, eine permanente Institution für Veranstaltungen, Bildung und Dokumentation den Holocaust betreffend. 1986 wurde es in „Holocaust Center of Northern California“ umbenannt.
Seit dem 1. März 2001 ist Leslie Kane die Direktorin des Institutes. Sie war ursprünglich als Anwältin und im Marketing Bereich tätig. Aus persönlichen Gründen wechselte sie trotz einer Gehaltskürzung zum HCNC. Unter ihrem Vorstand versucht man im HCNC sowohl Kinder als auch Erwachsene über die Themen Holocaust und Diskriminierung zu informieren.  
Der Österreichische Gedenkdienst arbeitet seit mehreren Jahren  mit dem Holocaust Center zusammen und hat der Organisation bisher drei sog. Gedenkdiener zur Verfügung gestellt.

## Aufgaben
Das Holocaust Center of Northern California widmet sich mittels Bildung, Dokumentation, Forschung und Aufnahme von mündlichen Aussagen von Zeitzeugen der Erinnerung an den Holocaust. Das Center macht auf Gemeinsamkeiten des Holocaustes und Diskriminierung sowie Verfolgung von Minderheiten in der heutigen Zeit aufmerksam. Dadurch soll das Bewusstsein der Menschen über die Gründe und Konsequenzen von Rassismus, Antisemitismus und Intoleranz erhöht werden.